# Lydia Sokolova
Pour les articles homonymes, voir Sokolova.
Lydia Sokolova est une danseuse britannique née Hilda Munnings à Wanstead le 4 mars 1896 et morte à Sevenoaks le 5 février 1974.
Formée à la Stedman's Academy de Londres, puis auprès d'Enrico Cecchetti, Ivan Clustine et Anna Pavlova, elle débute en 1910 dans une revue londonienne, avant de faire l'essentiel de sa carrière avec les Ballets russes de Serge de Diaghilev (1913-1922 et 1923-1929).
Elle a écrit le livre de ses mémoires sur Diaghilev: Dancing for Diaghilev, 1960. 

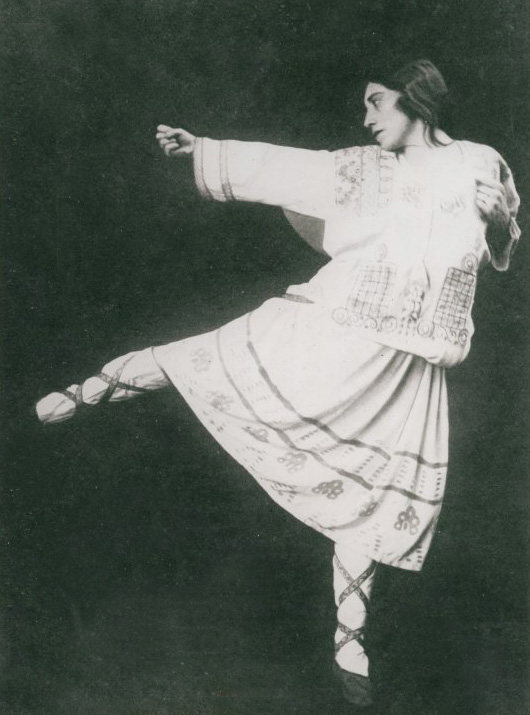
Lydia Sokolova, vierge choisie dans Le Sacre du printemps.